# Crossposting
Als Crossposting (kurz Crosspost, auch Multiposting) bezeichnet man das gleichzeitige Versenden eines Beitrags an mehrere Newsgroups oder Webforen. Dadurch wird eine größere Anzahl Leser erreicht, zugleich wird die Diskussion auf verschiedene Orte aufgeteilt.

## Crossposting im Usenet
Im Usenet wird ein Crossposting erzeugt, indem im Newsgroup:-Header nicht nur eine, sondern eine Liste von Newsgroups eingetragen wird.
Um eine anschließende Diskussion des Beitrags nicht zersplittern zu lassen, ist es sinnvoll, sie nur in einem der Foren weiterzuführen. Im Usenet ist dies durch das Setzen eines sogenannten Followup-To:-Headers möglich. In diesem schlägt der Autor eine dafür geeignete Newsgroup vor. Alternativ kann durch den Wert „poster“ darum gebeten werden, die Antworten dem ursprünglichen Autor direkt als E-Mail zu senden.
Übermäßiges Crossposting ist im Usenet von manchen Benutzern und Administratoren nicht zugelassen, insbesondere Werbung, jedoch sind diese Regeln privat. Der Breidbart-Index definiert eine Berechnungsvorschrift, mit der ermittelt werden kann, ob es sich bei einem Crossposting um Spam handelt.

### Multiposting
Als Multipostings bezeichnet man im Usenet Crosspostings, die nicht mit Hilfe einer Liste, sondern durch mehrfaches Versenden an jeweils nur eine Newsgroup erzeugt werden. Diese Methode wird von manchen Benutzern des Usenet zumeist abgelehnt, da sie keine Möglichkeit bietet, die Diskussion an nur einem Ort zu führen und somit ihren Verlauf nachzuvollziehen. Zudem kommt es, je nach Anzahl der Newsgroups, zu einem deutlich höheren Speicherverbrauch, der sich in vielerlei Hinsicht summiert.

## Crossposting in Webforen
Crosspostings bezeichnet in Webforen das Einstellen eines identischen Beitrags in verschiedene Foren oder Unterforen.
Ähnlich wie im Usenet werden Multipostings innerhalb der Webforen von manchen Benutzern und Administratoren nicht zugelassen, da die so entstehenden Threads keine Verbindung zueinander aufweisen und die Diskussion somit gleichzeitig und überflüssig an verschiedenen Orten geführt wird. In Foren, in denen Multiposting erlaubt ist, wird zumeist eine Verlinkung der Threads untereinander gefordert.
Abweichend davon bezeichnet man in Foren als Crossposting auch das nahezu gleichzeitige Versenden verschiedener Beiträge verschiedener Nutzer in einem Thread. Dadurch wird bei der üblichen chronologischen Darstellung der Postings die inhaltliche Verfolgbarkeit erschwert oder es können Scheinbezüge auftreten.